# سلطة عربية
السلطة العربية أي نوع من أطباق السلطة من المطبخ العربي يجمع بين العديد من الخضار و التوابل، ويقدم كجزء من المقبلات، السلطات العربية تتضمن السلطة الجزائرية، من الجزائر و سلطة الزيتون ،ومن تونس السلطة المشوية تتكون من الفلفل و الطماطم، الثوم و البصل، مع الزيتون و تونة في الأعلى، ومن سوريا ولبنان سلطة خرشوف و سلطة الشمندر، و من فلسطين والأردن سلطة الأوفوكادو، سلطات أخرى تقدم في كافة العالم العربي هي الفتوش و التبولة.